# Opća pedagogija
Pedagogija je znanost o odgoju i obrazovanju.

## Terminologija
Naziv pedagogija dolazi od grčke riječi  paidia (παιδιά) koja se odnosi na djecu, te od grčke riječi agogos  koja označava umjetnost i znanost pomaganja u učenju.

## Discipline
Pedagoške discipline su:
- Povijesna pedagogija,
- Školska pedagogija,
- Visokoškolska pedagogija,
- Didaktika,
- Metodika,
- Pedagogija slobodnog vremena,
- Specijalna pedagogija,
- Religiozna pedagaogija,
- Vojna pedagogija i druge discipline.